# Química ambiental

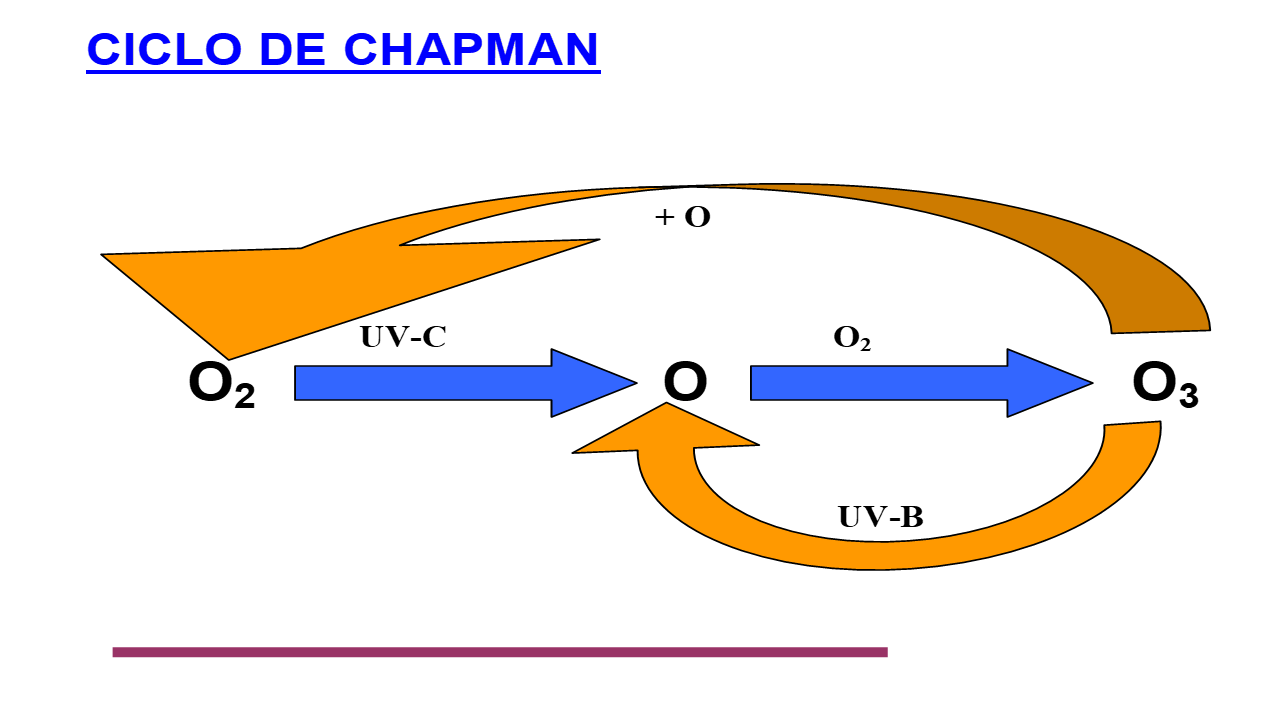
Ciclo de Chapman. Reacciones fotoquímicas de formación y descomposición del ozono en la estratosfera

La química ambiental, denominada también química medioambiental, es la disciplina que trata de los procesos químicos que se producen en el medio ambiente, tanto los naturales, como los de origen antropogénico; es decir, provocados por la actividad humana. Esto incluye el estudio de las fuentes, las reacciones, el transporte, los efectos y destinos de las especies químicas en el agua, el suelo, el aire y en los ambientes vivos.Por tanto, la química medioambiental estudia los procesos químicos que tienen lugar en el medio ambiente global, o en alguna de sus partes: el suelo, los ríos y lagos, los océanos, la atmósfera terrestre, así como el impacto de las actividades humanas sobre nuestro entorno y la problemática que eso puede representar.

## Subdivisiones de la química ambiental
Tradicionalmente, la ciencia ambiental ha considerado como objeto de estudio el suelo, la hidrosfera y la atmosfera y su influencia sobre los seres vivos; es decir, la totalidad del entorno humano. Esto es consecuencia de que los seres humanos dependen totalmente del medio ambiente para su subsistencia. La atmósfera proporciona el aire que respiramos, la hidrosfera el agua que bebemos y el suelo de la litosfera los vegetales que comemos. También se obtienen del medio ambiente las materias primas para la industria y la construcción (petróleo, minerales, etc. ), pero también la actividad humana o antropogénica genera residuos que interaccionan con el medio ambiente, degradándolo, por lo que es necesario considerar  esta actividad humana como una parte importante de la química ambiental, pue la contaminación del medio ambiente generada por los productos de las sociedades industrializadas y su obtención, puede tener numerosas consecuencias perjudiciales, siendo los daños a la salud humana la mayor preocupación.

### Divisiones
Dentro de la química ambiental, se pueden considerar las siguientes divisiones o subdisciplinas, aunque es una materia en la que es difícil hacer separaciones rotundas, pues la mayoría de los ciclos biogeoquímicos afectan a algunas, o a todas, las partes:
- Química de la atmósfera.
- Química de la hidrosfera. Predomina, por su importancia, la química de los océanos.
- Química edáfica o química del suelo.
- Química de la biosfera.
- Química verde

### La química ambiental y las cinco esferas

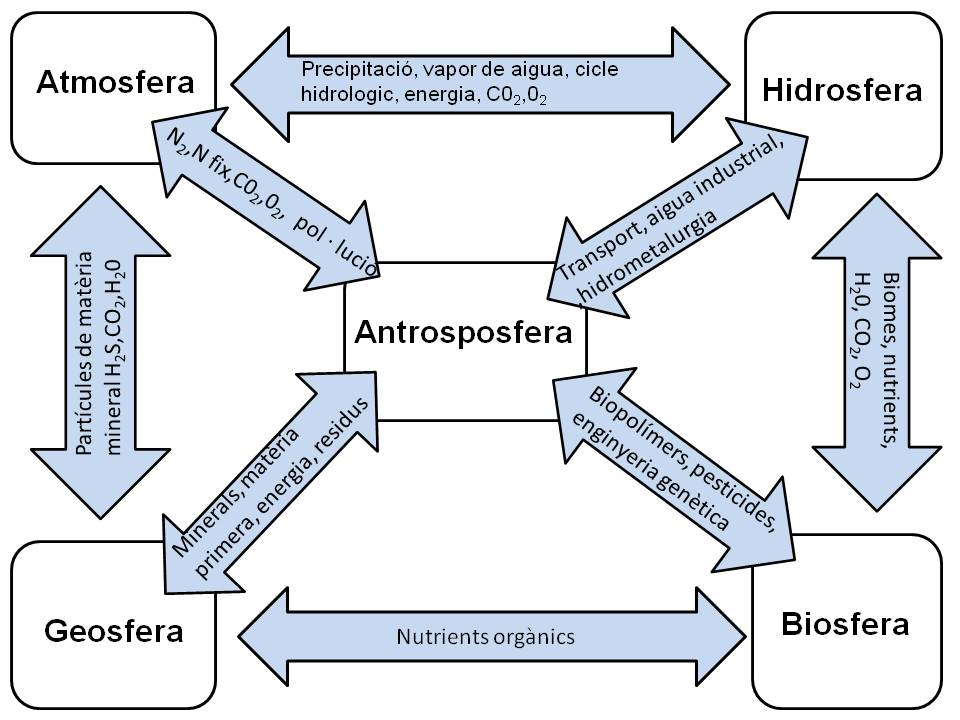
Las cinco esferas ambientales

La principal dificultad de la química ambiental para su estudio radica en la complejidad de las diferentes interacciones que se producen entre los diferentes ambientes y entre estos y la actividad antropogénica, que va más allá de una mera perturbación del medio ambiente en su conjunto, por lo que habitualmente, para una mejor racionalización del estudio de la química ambiental, se tienen en cuenta cinco esferas de interacción e intercambio de materia; hidrosfera, geosfera, biosfera,  atmósfera y antroposfera, que involucra las actividades realizadas por los humanos, así como el vertidos de residuos vertidos al medioambiente y su influencia sobre la calidad ambiental.

#### Atmósfera
La atmosfera terrestre es la capa de gases que envuelve a la Tierra y que en su mayor parte se encuentran en los primeros kilómetros, junto a la superficie del planeta. En su conjunto, puede considerarse como un enorme reactor químico donde tienen lugar multitud de procesos, muchos de ellos de tipo fotoquímico, pues es la que recibe la mayor aportación de energía solar. La parte inferior, la troposfera, es la que aporta oxígeno para la respiración de los organismos vivos y dióxido de carbono para la fotosíntesis de los organismos  autótrofos, así como nitrógeno, necesario para la síntesis de proteínas. En las capas superiores, especialmente la estratosfera, la atmósfera es un escudo protector contra las radiaciones más energéticas procedentes del Sol, eliminándola mediante procesos fotoquímicos de formación y descomposición de especies químicas. A este respecto, una parte importante es la capa de ozono, principal filtro de radiación ultravioleta, que evita que los dañinos rayos UV-C y UV-B alcancen la superficie terrestre afectando los organismos vivos.
La rama de la química ambiental que estudia los fenómenos químicos que tienen lugar en la atmósfera recibe el nombre de química atmosférica y su estudio requiere de un enfoque multidisciplinar, pues además de la química, se nutre de la física, la meteorología, la modelización informática, la oceanografía, la geología y la vulcanología y otras disciplinas. La investigación está cada vez más conectada con otras áreas de estudio como la climatología.  La composición de la atmósfera terrestre cambia como resultado de procesos naturales como las emisiones de los volcanes, los rayos y el bombardeo de partículas solares procedentes de la corona. También ha sido modificada por la actividad humana y algunos de estos cambios son perjudiciales para la salud humana, los cultivos y los ecosistemas. Algunos ejemplos de problemas a los que se ha enfrentado la química atmosférica son la lluvia ácida, el agotamiento de la capa de ozono, el smog fotoquímico, los gases de efecto invernadero y el calentamiento global. Los químicos atmosféricos tratan de entender las causas de estos problemas y, al obtener una comprensión teórica de los mismos, permiten poner a prueba posibles soluciones y evaluar los efectos de los cambios en la política gubernamental.

#### Geosfera
Incluye la parte sólida de la Tierra, con sus rocas y minerales, lo que geológicamente se conoce como litosfera y que supone aproximadamente el 29% de la superficie de la Tierra. La parte más externa o corteza terrestre está compuesta mayoritariamente por minerales silicatos, aunque también es frecuente la presencia de carbonatos.  Un aspecto importante de esta esfera de estudio ambiental, es el suelo, pues sobre él se desarrolla la mayor parte de la vida terrestre, sirviendo de base para el crecimiento de las plantas, base del alimento para el resto de los organismos vivos y es la parte de la geosfera que está disponible para interactuar con otras esferas ambientales, a la vez de que es la más fácilmente accesible para los humanos.La reactividad de los materiales sólidos del suelo depende, en gran medida, del tamaño de sus partículas. Suelos con tamaño de partícula de reducido tamaño implica una superficie relativamente grande expuesta al aire o al agua, reaccionado con mayor facilidad con los agentes ambientales. Todos estos aspectos, incluidos los relativos a la formación o modificación del suelo es en lo que se centra la química del medio terrestre o química del suelo junto con el estudio del destino de los contaminantes, los procesos que los modifican y su efectos sobre el agua, la atmosfera y los seres vivos. Una vez que una sustancia química se expone al medio ambiente del suelo, pueden producirse innumerables reacciones químicas que pueden aumentar o disminuir la toxicidad del contaminante. Estas reacciones incluyen adsorción/desorción, precipitación, polimerización, solubilización, hidrólisis, hidratación, complejación y oxidación/reducción. La comprensión de estos procesos permite predecir mejor el destino y la toxicidad de los contaminantes y proporciona los conocimientos necesarios para desarrollar estrategias de remediación científicamente correctas y rentables.

Distribución del agua en la Tierra

#### Hidrosfera
Recibe el nombre de medio hídrico o hidrosfera al conjunto de materia líquida acuosa presente sobre la superficie terrestre.  Esto incluye las aguas marinas y oceánicas, que supone alrededor del 97% del total y el agua dulce, el otro 3% restante. La mayor parte de esta agua dulce, unas tres cuartas partes, se encuentra en forma de hielo, formando parte de los glaciares y de los hielos polares. El resto se encuentra en estado líquido formando parte de la escorrentía superficial (ríos y lagos) o subterránea, o en el suelo, en los poros o entre las partículas que forman parte de este (humedad del suelo y agua subterránea).Los fenómenos y procesos químicos que se producen en el agua son tratados por la Química de la hidrosfera o química acuática. En este medio, los fenómenos químicos están fuertemente influenciados por diversos microorganismos habitualmente presentes en él, por lo que existe una fuerte conexión entre la hidrosfera y la biosfera. También la química medioambiental se ocupa de los procesos, reacciones, evolución e interacciones que tienen lugar en las masas de aguas continentales y marinas por el vertido de contaminantes antropológicos. Asimismo, estudia los tratamientos de dichos vertidos para reducir su carga dañina.

#### Biosfera
Desde el punto de vista del medio ambiente, la biosfera es la zona de residencia de los organismos vivos. En su mayor parte, estos organismos viven en la superficie de la geosfera, en el suelo o bajo la superficie de este, aunque también existen organismos vivientes en el entorno de la hidrosfera; es decir, en mares, océanos y otras masas de agua. La biosfera está involucrada con las otras esferas ambientales, interaccionando con ellas a través de los ciclos biogeoquímicos. Los aspectos químicos relacionados con los seres vivientes y sus interacciones  con el medio ambiente son tratados por la bioquímica ambiental. Esto incluye todos los procesos de degradación  y transformación de especies en los que intervienen microorganismos, como son, por ejemplo los procesos de desnitrificación, amonificación, etc. o la biodegradación de los residuos presentes en el suelo o en el agua.

#### Antroposfera
Corresponde a la parte del medioambiente en la que se desarrolla la actividad humana. La actividad humana o antropogénica, desarrolla fuertes interacciones con las otras esferas ambientales, ya que continuamente modifica la geosfera mediante la agricultura, la explotación de bosques o la minería, lo que tiene una gran influencia sobre la biodiversidad y el equilibrio ambiental. También hace uso de grandes cantidades de agua con fines agrícolas, industriales o para consumo propio y para abastecerse de ella, desvía ríos, construye embalses o vierte a los flujos naturales aguas poco residuales contaminando el medio hídrico. Por último, las emisiones de partículas a la atmósfera, como consecuencia de la actividad humana, afectan a las características de esta, a la vez que la producción de energía a partir de combustibles fósiles contribuye al calentamiento global.  No obstante, no existe un área formalmente aceptada de química antroposférica aunque si hay tratados relacionados con la química de la contaminación ambiental y sus efectos sobre el medio ambiente.

## Contaminante
Un contaminante es una sustancia presente en la naturaleza a un nivel superior a los niveles fijos o que de otro modo no estaría allí. Esto puede deberse a la actividad humana y a la bioactividad. El término contaminante se utiliza a menudo indistintamente con contaminante, que es una sustancia que tiene un impacto perjudicial en el medio ambiente circundante. Mientras que un contaminante se define a veces como una sustancia presente en el medio ambiente como resultado de la actividad humana, pero sin efectos nocivos, a veces se da el caso de que los efectos tóxicos o nocivos de la contaminación solo se manifiestan en una fecha posterior.
El "medio", como el suelo, o el organismo, como los peces, afectados por el contaminante, se denomina receptor, mientras que un sumidero es un medio o especie química que retiene (acumula) o interactúa con el contaminante, como el sumidero de carbono y sus efectos por parte de los microbios.

## Aplicaciones
La química ambiental es utilizada, por ejemplo, por la Agencia Europea de Medio Ambiente (AEMA), la Agencia de Medio Ambiente en Inglaterra, Recursos Naturales de Gales, la Agencia de Protección Ambiental de los Estados Unidos, la Asociación de Analistas Públicos y otras agencias ambientales y organismos de investigación de todo el mundo para detectar e identificar la naturaleza y el origen de los contaminantes. Estos pueden incluir:
- Contaminación por metales pesados de la tierra por parte de la industria. Estos pueden ser transportados a las masas de agua y ser absorbidos por los organismos vivos.
- PAHs (Hidrocarburo Aromático Policíclico) en grandes masas de agua contaminadas por derrame de petróleos o fugas. Muchos de los PAHs son cancerígenos y son extremadamente tóxicos. Se regulan por concentración (ppb) mediante química ambiental y cromatografía pruebas de laboratorio.
- Los nutrientes que se filtran desde las tierras agrícolas a los cursos de agua, lo que puede dar lugar a floraciones de algas y eutrofización.[16]
- Escorrentía urbana de contaminantes que se desprenden de superficies impermeables (carreteras, aparcamientos y tejados) durante las tormentas. Los contaminantes típicos incluyen gasolina, aceite de motor y otros compuestos de hidrocarburos, metales, nutrientes y sedimentos. (suelo).[17]
- Compuestos organometálicos.[18]

## Contaminación del aire
La historia del medio ambiente y de su química es ante todo la historia de su contaminación. En gran medida, son los cambios producidos en el aire, el agua y el suelo por los seres humanos los que están en la raíz de esto, a saber, la contaminación del tráfico, las pequeñas y grandes industrias y la agricultura.
En el pasado, la contaminación del aire se debía generalmente a "problemas de humo", que se relacionaban principalmente con el dióxido de azufre y el polvo. Los romanos ya se quejaban de la suciedad del aire en su ciudad. Los problemas se hicieron cada vez más importantes cuando se empezó a buscar carbón a partir del siglo XIII, principalmente en las ciudades. Por ejemplo, en 1958, Isabel I prohibió la quema de carbón en Londres mientras el parlamento estaba sentado; y en una ley promulgada en 1627 en Lyon, encontramos explícitamente el siguiente texto: “Aerem corrupere non licet” (“ prohibido contaminar el aire ”).
Antoine Laurent de Lavoisier (1743-1794), conocido principalmente por su trabajo fundamental en química, era impopular en Francia por ser acusado de causar la contaminación del aire . No tenía esta mala reputación por sus experimentos químicos, por otro lado, quería limitar la fuga de personas que buscaban escapar del pago de impuestos construyendo un muro alrededor de la ciudad. Lavoisier era funcionario de Hacienda en París.

## Contaminación del agua
La mayoría de las ciudades antiguas, excepto unas pocas como Babilonia, hasta el siglo XIX descargaban sus desechos  directa o indirectamente en ríos y lagos. Es solo a partir de este período que encontramos los primeros intentos de purificar las aguas residuales.
Por otro lado, las unidades centralizadas de abastecimiento de agua ya se citan a finales del siglo XV, entre otras en Basilea, Berna, Núremberg y Múnich. El agua procedente principalmente de pozos sigue siendo la fuente de vida de una ciudad. Cuando estas ciudades están sitiadas, el agua garantiza una cierta autarquía; por ejemplo, a mediados del siglo XV, la ciudad de Núremberg tenía 100 pozos municipales. La contaminación de estos pozos está severamente castigada, a veces hasta con la pena de muerte en esta ciudad. Entre otras cosas, está prohibido arrojar excrementos allí, lavar la ropa o hacer beber a los caballos.
Cuando se trata de utilizar ríos, arroyos o lagos como medio de transporte de residuos, nuestros antepasados eran extremadamente generosos. Las fábricas de lana , las lavanderías, las curtiembres , los herreros y los fabricantes de pergaminos han tenido a menudo el derecho especial de arrojar sus desperdicios a los ríos por la noche; se concedieron derechos similares a los tintoreros y mataderos .
Los problemas ambientales tuvieron impactos muy tempranos en la organización a nivel de la ciudad: así, por ejemplo, los funcionarios electos municipales de la ciudad de París prestaron atención para que los curtidores y carniceros se instalaran fuera de los límites urbanos . y aguas abajo del río, donde sus aguas residuales ya no podrían contaminar su propia ciudad.

## Métodos
Los análisis químicos cuantitativos son una parte clave de la química ambiental, ya que proporcionan los datos que enmarcan la mayoría de los estudios ambientales.
Las técnicas analíticas comunes utilizadas para las determinaciones cuantitativas en química ambiental incluyen la química húmeda clásica, como los métodos  gravimétrico, titrimétrico y electroquímicos. En la determinación de trazas de metales y compuestos orgánicos se utilizan métodos más sofisticados. Los metales suelen medirse mediante espectroscopia atómica y espectrometría de masas: Espectrofotometría de absorción atómica (AAS) y Emisión atómica con plasma acoplado inductivamente (ICP-AES) o Espectrometría de masas con plasma acoplado inductivamente (ICP-MS). Los compuestos orgánicos, incluidos los PAHs, suelen medirse también mediante métodos de espectrometría de masas, como la Cromatografía de gases-espectrometría de masas (GC/MS) y la Cromatografía líquida-espectrometría de masas (LC/MS). La espectrometría de masas en tándem MS/MS y la espectrometría de masas de alta resolución/precisión HR/AM ofrecen una detección de subpartes por billón. Los métodos no MS que utilizan GC y LC con detectores universales o específicos siguen siendo básicos en el arsenal de herramientas analíticas disponibles.
Otros parámetros que se miden a menudo en química medioambiental son los radioquímicas. Se trata de contaminantes que emiten radionucleidos. Se trata de contaminantes que emiten materiales radiactivos, como partículas alfa y beta, que suponen un peligro para la salud humana y el medio ambiente. Los contadores de partículas y los contadores de centelleo son los más utilizados para estas mediciones. Los bioensayos e inmunoensayos se utilizan para evaluar la toxicidad de los efectos químicos en diversos organismos. Reacción en cadena de la polimerasa RCP es capaz de identificar especies de bacterias y otros organismos mediante el aislamiento y la amplificación de genes específicos de ADN y ARN, y se muestra prometedora como técnica valiosa para identificar la contaminación microbiana ambiental.

### Químicos mediambientalistas notables
- Paul J. Crutzen (Premio Nobel de Química en 1995)
- Alice Hamilton
- Charles David Keeling
- Mario Molina (Premio Nobel de Química en 1995)
- Roger Revelle
- Frank Sherwood Rowland (Premio Nobel de Química en 1995)
- Robert Angus Smith
- Susan Solomon
- Ellen Swallow Richards
- John Tyndall